# 光の子
『光の子』（ひかりのこ）は日本のロックバンド、PINKの2枚目のスタジオ・アルバム。1986年2月25日にMOON RECORDSよりリリースされた。

## 収録曲
1. 光の子
2. SHISUNO
3. 日蝕譚 - SOLAR ECLIPSE -
4. HIDING FACE
5. GOLD ANGEL
6. DON'T STOP PASSENGERS
7. ISOLATED RUNNER
8. 青い羊の夢
9. 星のPICNIC
10. LUCCIA

## 参加ミュージシャン
- 福岡ユタカ - ボーカル
- 岡野ハジメ - ベース
- ホッピー神山 - キーボード
- 矢壁アツノブ - ドラム
- スティーブ衛藤 - パーカッション
- 渋谷ヒデヒロ - ギター
- 吉田美奈子 - コーラス
- 横山英規- サックス
- RA - ギター
- EVE - コーラス